# Хароузд, Милослав
Милослав Хароузд (чеш. Miloslav Charouzd; 15 августа 1928, Прага — 25 июня 2001, Прага) — чехословацкий хоккеист, выступавший за команду «ЛТЦ Прага» и национальную сборную Чехословакии. Чемпион мира и Европы 1949 года. Член Зала славы чешского хоккея (c 6 мая 2010 года).

## Биография
Милослав Хароузд родился 15 августа 1928 года в Праге.
Начал карьеру хоккеиста в 1941 году, играл за юниорские команды славного клуба «ЛТЦ Прага». В 18 лет перешёл в другой пражский клуб «Подоли», в 1948 году вернулся в ЛТЦ, с которым стал в 1949 году чемпионом Чехословакии.
После расформирования ЛТЦ в 1950 году Хароузд 2 года играл за команду «Татра Смихов», следующие 2 сезона отыграл за АТК Прага, в 1954 году перешёл в пражскую «Спарту», в которой в 1961 году завершил свою хоккейную карьеру.
С 1949 по 1955 год Хароузд выступал за национальную сборную Чехословакии по хоккею. В 1949 году выиграл чемпионат мира и Европы.
Помимо хоккея Хароузд также в 1940-х годах играл в футбол за пражский «Богемианс» на позиции полузащитника.
После окончания игровой карьеры стал спортивным комментатором, писал статьи для футбольно-хоккейного еженедельника «Гол».
Умер 25 июня 2001 года в Праге, в возрасте 72 лет.
6 мая 2010 года посмертно был принят в Зал славы чешского хоккея.

## Достижения
- Чемпион мира (1949)
- 2-кратный чемпион Европы (1948—1949)
- Чемпион Чехословакии (1949)

## Статистика
- Чемпионат Чехословакии — 301 игра, 185 шайб
- Сборная Чехословакии — 49 игр, 47 шайб
- Всего за карьеру — 350 игр, 232 шайбы